# Zylinderdrückwalzen
Das Zylinderdrückwalzen (Zylinderabstreckwalzen, Flow Forming, Tube-spinning, Tube-turning) ist ein Druckumformverfahren für Werkstücke aus Metall. Es wird in der Massivumformung bis hin zur Fertigung von Präzisionsteilen angewendet. Das Zylinder-Drückwalzen zeichnet sich bei der Fertigung rotationssymmetrischer Präzisionshohlteile durch besondere Wirtschaftlichkeit aus. Diese ist im Wesentlichen begründet durch die Materialeinsparung dieses spanlosen Verfahrens, durch die infolge der Umformung entstehende Kaltverfestigung des Materials und durch die gegenüber spanenden Verfahren erheblich verkürzten Fertigungszeiten.
Die Umformung des Werkstückes erfolgt durch dessen Rotation, wodurch frei drehbar gelagerte Walzen mittels Reibschluss ebenfalls in Rotation versetzt werden. Diese Walzen sind auf zwei Achsen geführt und werden mittels CNC gesteuert. Aufgrund der Zustellung der Walzen bildet sich im Kontaktbereich zum Werkstück eine Zone des plastischen Fließens aus. Die Walzen verdrängen dabei das Material in radialer, axialer und geringfügig auch in tangentialer Richtung. Durch eine CNC-basierte Ansteuerung der Walzen können in einem Arbeitsgang Absätze, Übergänge oder Radien auf dem Außendurchmesser abgebildet werden. Ebenso können spezielle Innengeometrien wie z. B. eine Verzahnung über Dorn hergestellt werden.
Durch das Drückwalzen werden nahtlose, rohrförmige Bauteile mit teils komplexen Geometrien und unterschiedlichen Wanddickenverläufen hergestellt. Das Drückwalzen gehört (ebenso wie das Drücken, Tiefziehen oder Rundkneten) zu den Verfahren der Kaltumformung. 
Im Gegensatz zum Tiefziehen wirken beim Zylinderdrückwalzen auf Grund der inkrementellen Umformung der Werkstücke niedrigere Umformkräfte. Durch den vorherrschenden hohen hydrostatischen Spannungszustand können neben Aluminiumlegierungen und 20MnCr5 auch Titanlegierungen wie Ti6Al4V oder Nickelbasislegierungen umgeformt werden. Grundsätzlich ist das Drückwalzen zur Verarbeitung anspruchsvoller Materialien geeignet, wie z. B. hochfeste Stähle, Inconel, oder nichtrostende Edelstähle. Es erschließt dadurch Werkstoffe, die mit anderen Verfahren nur schwer oder kostenintensiv bearbeitbar sind. Das Flow-Forming-Verfahren zeichnet sich durch den flexiblen Einsatz von einfachen Werkzeuggeometrien aus. Es können endgeometriefertige Bauteile mit Oberflächenverfestigungen oder auch Innengeometrien erzeugt werden. Die Kombination aus kontrollierter Umformung, geringem Wärmeeintrag und gezieltem Krafteinsatz macht es zu einem bevorzugten Verfahren für Hochleistungswerkstoffe in sicherheitskritischen Bereichen wie Aerospace, Energieindustrie oder Verteidigung. Einer der bekanntesten Drückmaschinenhersteller ist WF Maschinenbau und Blechformtechnik GmbH & Co. KG, die 2024 die stärkste Drückmaschine der Welt auf den Markt gebracht hat. 
Aufgrund der inkrementellen Umformung ergeben sich längere Bearbeitungszeiten als beim Tiefziehen. Der größte Teil der Kosten für den Flow-Forming-Prozess belaufen sich auf die Maschinenkosten; diese werden teilweise durch geringe Werkzeugkosten und kurze Rüstzeiten kompensiert.